# سونی بی‌ام‌جی
شرکت سرگرمی سونی بی‌اِم‌جی (به انگلیسی: Sony BMG Music Entertainment) یک شرکت نشر آثار موسیقی بود که به صورت ۵۰/۵۰ بین شرکت سونی آمریکا و گروه موسیقی برتسمن از سال ۲۰۰۴ تا ۲۰۰۸ فعالیت می‌کرد.